# Hệ thống phân loại gãy xương theo Müller AO
Phân loại gãy xương Müller AO là một hệ thống phân loại gãy xương lần đầu được phát hành vào năm 1987  bởi Tổ chức AO, là một phương pháp phân loại chấn thương theo chẩn trị của bệnh nhân theo giải phẫu và kết quả điều trị về chức năng. "AO" là tên viết tắt chữ cái đầu của "Arbeitsgemeinschaft für Osteosynthesefragen" trong tiếng Đức, tiền thân của Tổ chức AO.
Phân loại này là một trong số ít hệ thống phân loại gãy xương hoàn chỉnh vẫn đang được sử dụng và cập nhật cho đến ngày nay. 

## Hệ thống phân loại toàn diện cho xương dài (phiên bản kinh điển)
Phiên bản tiếng Anh của hệ thống này cho phép mô tả nhất quán các đặc điểm của một ổ gãy trong hệ thống thuật ngữ xác định bằng cách tạo ra một mã gồm chữ và số với 5 phần tử:
| Định khu | Định khu  | Hình thái học | Hình thái học | Hình thái học |
| -------- | --------- | ------------- | ------------- | ------------- |
| Xương    | Đoạn      | Kiểu          | Nhóm          | Nhóm con      |
| 1/2/3/4  | 1/2/3/(4) | A/B/C         | 1/2/3         | .1/.2/.3      |

### Định khu
Đầu tiên, mỗi ổ gãy được định nghĩa bằng 2 chữ số để mô tả xương nào bị ảnh hưởng và vị trí nào trên xương:
|       | 1              | 2                       | 3         | 4                                                          |
| ----- | -------------- | ----------------------- | --------- | ---------------------------------------------------------- |
| Xương | Xương cánh tay | Xương quay và xương trụ | Xương đùi | Xương chày và xương mác                                    |
| Đoạn  | Đoạn gần       | Đoạn thân xương         | Đoạn xa   | Đoạn mắt cá chân (chỉ sử dụng với xương chày và xương mác) |

### Kiểu
Mỗi ổ gãy xương tiếp theo được định nghĩa bằng một chữ cái (A, B hoặc C) để mô tả mức độ liên quan đến khớp của vết gãy (với phần đầu xương) hoặc kiểu gãy (với phần thân xương):
| Đoạn | A          | B                  | C                   |
| ---- | ---------- | ------------------ | ------------------- |
| 1    | Ngoài khớp | Phạm khớp một phần | Phạm khớp toàn phần |
| 2    | Đơn giản   | Mảnh hình nêm      | Phức hợp            |
| 3    | Ngoài khớp | Phạm khớp một phần | Phạm khớp toàn phần |

### Nhóm & Nhóm con
Cuối cùng, ổ gãy được gán thêm 2 số nữa để biểu thị kiểu và hình dạng vết nứt.
Đối với gãy xương đoạn 2 (thân xương):
| Kiểu         | Nhóm     | Nhóm    | Nhóm            |
| Kiểu         | 1        | 2       | 3               |
| ------------ | -------- | ------- | --------------- |
| A - đơn giản | Xoắn vặn | Chéo    | Ngang           |
| B - nêm      | Xoắn vặn | Uốn bẻ  | Nhiều mảnh      |
| C - phức tạp | Xoắn vặn | Ba đoạn | Không điển hình |

Đối với gãy xương đoạn 1 và 3 (đầu xương và hành xương):
| Kiểu                    | Nhóm                                              | Nhóm                                              | Nhóm                                              |
| Kiểu                    | 1                                                 | 2                                                 | 3                                                 |
| ----------------------- | ------------------------------------------------- | ------------------------------------------------- | ------------------------------------------------- |
| A - ngoài khớp          | Đơn giản                                          | Hình nêm                                          | Phức hợp                                          |
| B - phạm khớp một phần  | Tách ra                                           | Lún                                               | Tách lún phối hợp                                 |
| C - phạm khớp toàn phần | Phần phạm khớp đơn giản, phần hành xương đơn giản | Phần phạm khớp đơn giản, phần hành xương phức tạp | Phần phạm khớp phức tạp, phần hành xương phức tạp |

Các ngoại lệ của bước này bao gồm:
| Định vị                      | A                      | B                    | C                  |
| ---------------------------- | ---------------------- | -------------------- | ------------------ |
| 11 - Đầu trên xương cánh tay | Ngoài khớp, đơn tầng   | Ngoài khớp, hai tầng | Phạm khớp          |
| 31 - Đầu trên xương đùi      | Ngoài khớp, mấu chuyển | Ngoài khớp, cổ       | Phạm khớp, chỏm    |
| 44 - Malleoli                | Dưới gọng chày mác     | Ngang gọng chày mác  | Trên gọng chày mác |

Sau đó, các nhóm con được sử dụng để mô tả các vết nứt theo khía cạnh di lệch, phương xoay, gập góc và chồng ngắn.

## Hệ thống phân loại toàn diện nhi khoa AO cho gãy xương dài
Một phiên bản nhi khoa của phân loại cho xương dài đã được công bố vào năm 2006  để phân loại thêm các ổ gãy của xương chưa trưởng thành và sự ảnh hưởng đến sự phát triển trong tương lai:
| Định vị | Định vị | Định vị | Hình thái học | Hình thái học | Hình thái học |
| ------- | ------- | ------- | ------------- | ------------- | ------------- |
| Xương   | Đoạn    | Kiểu    | Trẻ           | Độ nặng       | Ngoại lệ      |
| 1/2/3/4 | 1/2/3   | Đ/T/Đ   | 1-9           | .1/.2         | I-IV          |

## Hệ thống phân loại OTA/AO thống nhất
Hội đồng của Hiệp hội Chấn thương Chỉnh hình cho việc Mã hóa và Phân loại phát hành lần đầu hệ thống phân loại của họ cho tất cả các xương vào năm 1996.  Năm 2006  họ đã xuất bản một phiên bản sửa đổi, thống nhất hệ thống Muller/AO với hệ thống OTA để tạo thành một hệ thống phân loại chữ và số duy nhất, đã được cập nhật tiếp vào năm 2018: 